# 昂特罗讷新城
昂特罗讷新城（法語：Villeneuve-d'Entraunes，法語發音：[vilnœv dɑ̃tʁon]，意即为“昂特罗讷的新城”）是法国滨海阿尔卑斯省的一个市镇，位于该省西北部，属于尼斯区。

## 地理
昂特罗讷新城（44°7'12"N, 6°47'43"E）面积28.2 平方千米，位于法国普罗旺斯-阿尔卑斯-蓝色海岸大区滨海阿尔卑斯省，该省份为法国东南部沿海省份，南濒地中海，西南至瓦尔省，西北接上普罗旺斯阿尔卑斯省，北部和东部与意大利接壤。
与昂特罗讷新城接壤的市镇（或旧市镇、城区）包括：卡斯泰莱莱索塞、昂特罗讷新堡、纪尧姆、圣马丹当特罗讷、索兹。

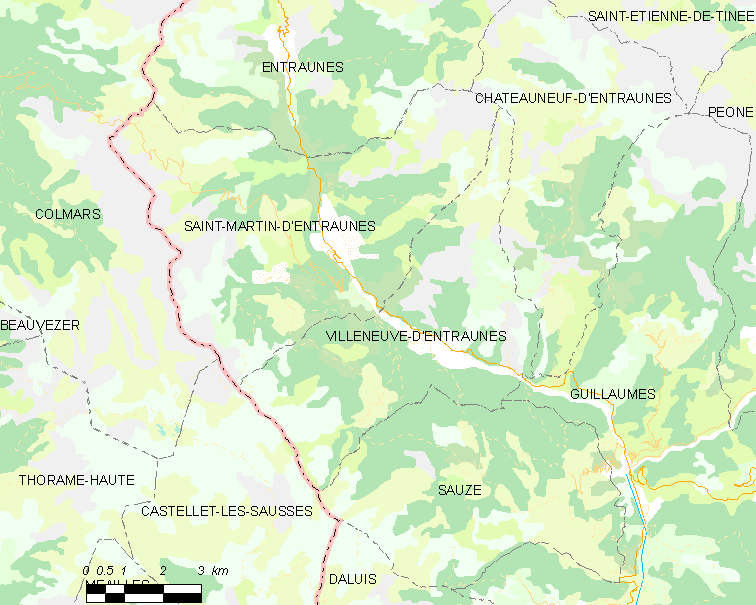
昂特罗讷新城的OSM定位图

昂特罗讷新城的时区为UTC+01:00、UTC+02:00（夏令时）。

## 行政
昂特罗讷新城的邮政编码为06470，INSEE市镇编码为06160。

## 政治
昂特罗讷新城所属的省级选区为旺斯县。

## 人口

1962-2008年间昂特罗讷新城人口变化图示

昂特罗讷新城于2022年1月1日时的人口数量为87人。